# 8. etape af Tour de France 2008
Ottende etape af Tour de France 2008 blev kørt lørdag d. 12. juli og gik fra Figeac til Toulouse.
Ruten var 172,5 km lang.
- Etape: 8
- Dato: 12. juli
- Længde: 172,5 km
- Danske resultater:

104. Nicki Sørensen + 0.00
- Gennemsnitshastighed: 42,4 km/t

## Sprint og bjergpasseringer

### 1. sprint (La Salvetat-Peyralès)
Efter 57,5 km
| Vinder | Laurent Lefèvre   | 6p |
| 2.     | Amets Txurruka    | 4p |
| 3.     | Christophe Riblon | 2p |

### 2. sprint (Carmaux)
Efter 85 km
| Vinder | Christophe Riblon | 6p |
| 2.     | Laurent Lefèvre   | 4p |
| 3.     | Amets Txurruka    | 2p |

### 3. sprint (Rabastens)
Efter 134,5 km
| Vinder | Laurent Lefèvre | 6p |
| 2.     | Amets Txurruka  | 4p |
| 3.     | Jérôme Pineau   | 2p |

### 1. bjerg (Côte de Loupiac)
4. kategori stigning efter 9 km
| Plads | Navn               | Point |
| ----- | ------------------ | ----- |
| 1.    | David De la Fuente | 3     |
| 2.    | Simon Gerrans      | 2     |
| 3.    | Egoi Martínez      | 1     |

### 2. bjerg (Côte de Macarou)
3. kategori stigning efter 36,5 km
| Plads | Navn               | Point |
| ----- | ------------------ | ----- |
| 1.    | Laurent Lefèvre    | 4     |
| 2.    | David De la Fuente | 3     |
| 3.    | Yoann Le Boulanger | 2     |
| 4.    | Sandy Casar        | 1     |

### 3. bjerg (Côte de la Guionie)
4. kategori stigning efter 52,5 km
| Plads | Navn              | Point |
| ----- | ----------------- | ----- |
| 1.    | Laurent Lefèvre   | 3     |
| 2.    | Amets Txurruka    | 2     |
| 3.    | Christophe Riblon | 1     |

### 4. bjerg (Côte du Port de la Besse)
3. kategori stigning efter 70,5 km
| Plads | Navn              | Point |
| ----- | ----------------- | ----- |
| 1.    | Laurent Lefèvre   | 4     |
| 2.    | Amets Txurruka    | 3     |
| 3.    | Jérôme Pineau     | 2     |
| 4.    | Christophe Riblon | 1     |

## Udgåede ryttere
- 62 Manuel Beltrán fra Liquigas startede ikke efter han blev testet positiv for EPO.

## Resultatliste
|    | Navn               | Land           | Hold               | Tid     |
| -- | ------------------ | -------------- | ------------------ | ------- |
| 1  | Mark Cavendish     | Storbritannien | Team Columbia      | 4:02.54 |
| 2  | Gerald Ciolek      | Tyskland       | Team Columbia      | + 0.00  |
| 3  | Jimmy Casper       | Frankrig       | Agritubel          | + 0.00  |
| 4  | Óscar Freire       | Spanien        | Rabobank           | + 0.00  |
| 5  | Robert Förster     | Tyskland       | Team Gerolsteiner  | + 0.00  |
| 6  | Erik Zabel         | Tyskland       | Team Milram        | + 0.00  |
| 7  | Gert Steegmans     | Belgien        | Quick Step         | + 0.00  |
| 8  | Sébastien Chavanel | Frankrig       | Française des Jeux | + 0.00  |
| 9  | Thor Hushovd       | Norge          | Crédit Agricole    | + 0.00  |
| 10 | Robert Hunter      | Sydafrika      | Barloworld         | + 0.00  |

## Eksternt link
- Etapeside Arkiveret 15. juni 2008 hos  Wayback Machine på Letour.fr Arkiveret 28. februar 2011 hos  Wayback Machine (fransk) (engelsk) (tysk) (spansk)